# 보리슬라프 기디코프
보리슬라프 크라스테프 기디코프(불가리아어: Борислав Крастев Гидиков, 1965년 11월 3일 ~ )는 불가리아의 전직 역도 선수로 1988년 서울 올림픽에 참가하여 미들급 부문에서 우승했다.

## 선수 경력
기디코프는 1987년 세계 역도 선수권 대회에서 우승하고, 1988년 하계 올림픽에서 총 375kg을 들어서 금메달을 획득하였다.
그는 1987년 75kg 부문에서 세계 기록을 세웠다.